# Agudah for Gays, Lesbians, Bisexuals, and Transgender in Israel
Agudah for Gays, Lesbians, Bisexuals, and Transgender in Israel (hebräisch אֲגֻדַּת הַהוֹמוֹאִים, הַלֶּסְבִּיּוּת, הַבִּיסֶקְסוּאָלִים וְהַטְּרַנְסֶקְסוּאָלִים בְּיִשְׂרָאֵל Aguddat ha-Hōmōʾīm, ha-Lesbijjōt, ha-Bīseqsūʾalīm, wə-ha-Ṭranseqsūʾalīm bə-Jisraʾel, deutsch ‚Verband der Schwulen, Lesben, Bisexuellen und Transgender in Israel‘, Plene: אגודת …), auch Aguddat ha-LAHaṬa"V / אגודת הלהט״ב (mit hebräischem Akronym für LGBT) oder schlicht Aguda (hebräisch האגודה ha-Aguddah, sinngemäß „Die Union“), ist Israels nationale LGBT-Organisation. Offiziell wird sie Ha-Aguddah li-Schmīrat Zchūjōt ha-Praṭ (hebräisch הָאֲגֻדָּה לִשְׁמִירַת זְכוּיּוֹת הַפְּרָט der Verband zum Schutz der Rechte des Einzelnen) genannt.
Sie wurde im Juli 1975 in Tel Aviv gegründet. Zunächst trug sie ohne offenen Bezug zu sexuellen Minderheiten den Namen Gesellschaft für den Schutz persönlicher Rechte. 1987 trennten sich jedoch lesbische Aktivistinnen von Agudah und gründeten Kehila Lesbit Feministit (Klaf), nachdem vorherige Versuche, ihre Anliegen in feministischen Gruppen einzubringen, seit 1976 ablehnende Reaktionen gefunden hatten. Ein erstes erreichtes Anliegen von Agudah war die Abschaffung des Sodomieverbots im Jahr 1988. Diskriminierungen in der Armee wurden angegangen. 2006 entschied das Israelische Obergericht, dass das Innenministerium im Ausland vergenommene gleichgeschlechtliche Trauungen im Zivilstandsregister erfassen muss. In den 1990er Jahren gaben zahlreiche Personen des öffentlichen Lebens, darunter auch Politiker, ihr Coming-out. Agudah hat Filialen in Tel Aviv, Beʾer Scheva, Qirjat Schmonah, und Eilat.